# Digital Audio Tape

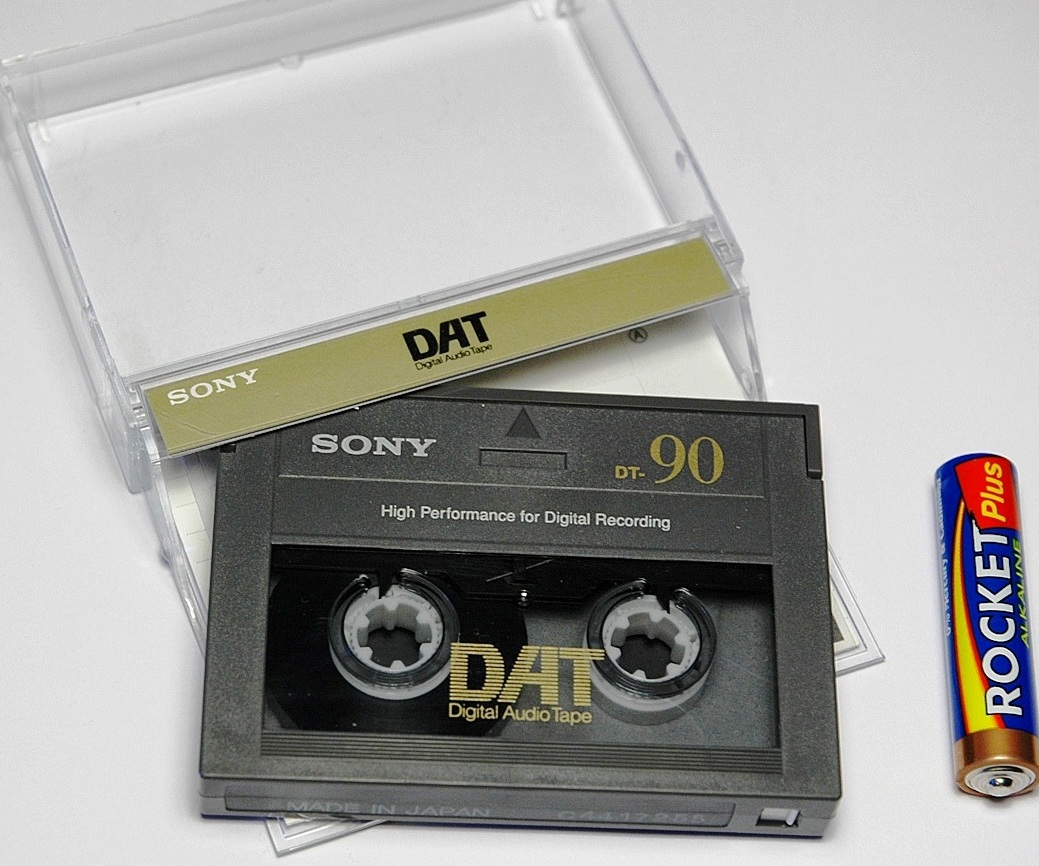
DAT-kassett

Digital Audio Tape (DAT) är ett format utvecklat av Sony och Philips avsett för okomprimerad digital lagring av ljudinformation. Systemet lanserades under 1987 och tillverkning av DAT-spelare pågick fram till 2005.
Formatet var tänkt att bli en ersättare till den analoga kompaktkassetten på samma sätt som CD tog över från det analoga vinyl-formatet. Med undantag för vissa high end-entusiaster och inspelningsstudior kom tekniken aldrig att slå igenom brett: Dels var såväl media som spelare (med teknik tagen från samtida video-system) för dyra, dels var den amerikanska musikindustrin rädda för att konsumenter skulle kunna göra oändligt många perfekta kopior av kommersiell musik och motarbetade formatet. 
DAT använder oftast 44,1 kHz eller 48 kHz samplingsfrekvens (ofta valbart på själva bandspelaren) och standarden innehåller även en metod för att kontrollera hur många gånger en inspelning kan kopieras. DAT-spelare använder digitala in- och utgångar så att användaren skall kunna spela in respektive upp materialet helt i den digitala domänen utan att tappa ljudkvalitet i D/A- och A/D-omvandlare. Gränssnittet kallas S/PDIF (Sony/Philips Digital InterFace) och det stödjer såväl fiberoptiska kablar som traditionella RCA-kablar. Analoga anslutningar förekommer också, men medför då förluster i ljudkvaliteten då signalerna måste omvandlas mellan analoga och digitala domänen.

## DDS
Kassettbanden kom senare även att användas som säkerhetskopieringsmedia, då under namnet DDS (Digital Data Storage). 